# 薩克斯頓嶺
70°37′S 66°52′E / 70.617°S 66.867°E
薩克斯頓嶺（英語：Saxton Ridge）是南極洲的山嶺，位於麥克羅伯特森地，屬於查爾斯王子山脈中阿拉米斯山脈的一部分，處於湯森山以南，該山嶺根據澳大利亞探險隊的照片被繪入地圖。